# Gelatina (dolce)

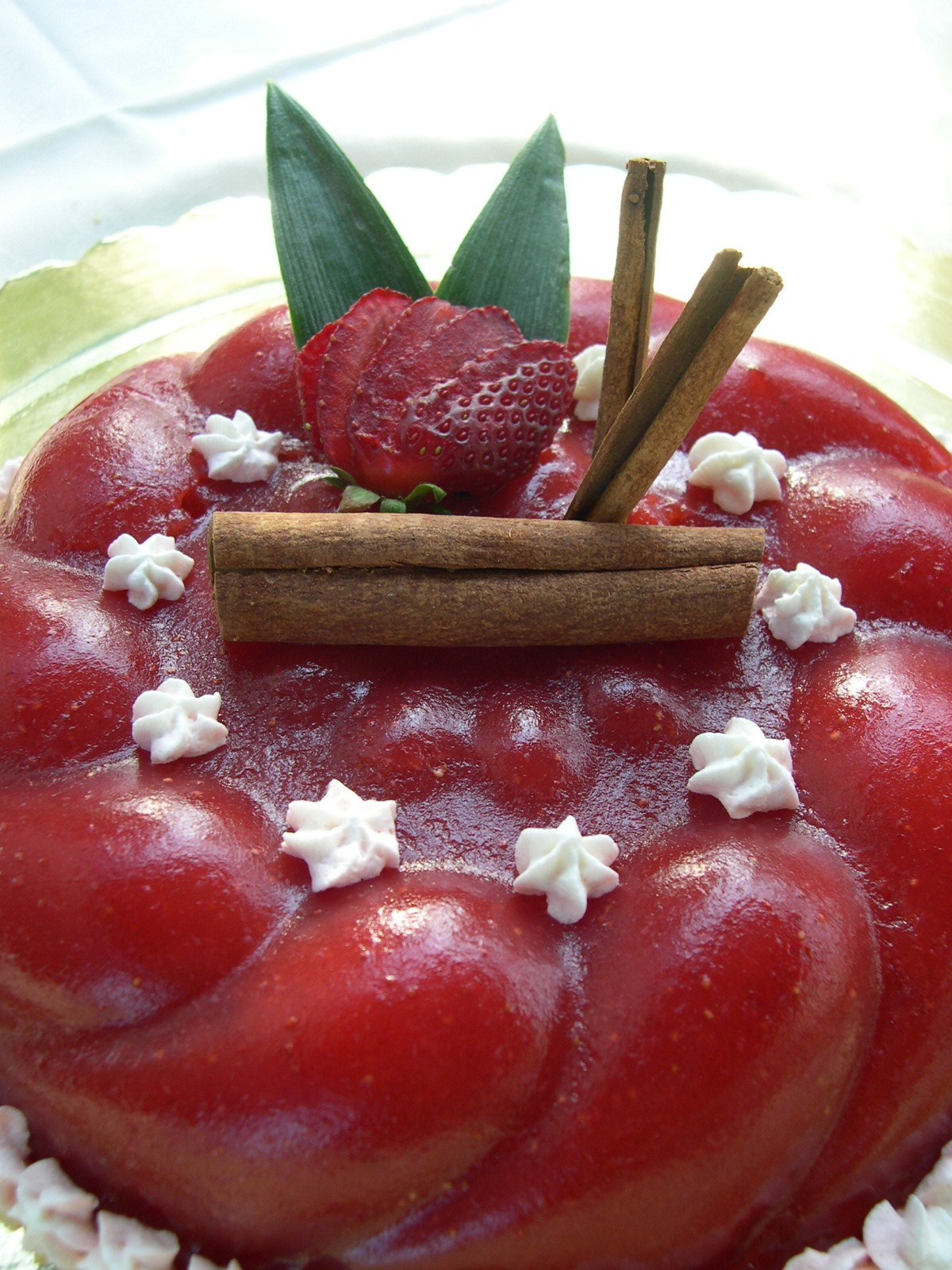
Gelatina di fragole

La gelatina è un dolce morbido che utilizza come addensante principale la gelatina animale o l'agar. Le gelatine, che vengono utilizzate per i dolci, sono spesso commercializzate sotto forma di polvere o concentrato aromatizzato solido gelatinoso. Le marche più popolari di gelatine sono Jell-O e la Knox della Kraft Foods nel Nord America, Royal in Uruguay, Hartley's (ex Rowntree's) nel Regno Unito e del Aeroplane Jelly in Australia.

## Produzione
Nella preparazione di dolci di gelatina, la gelatina in polvere in genere viene mescolata con lo zucchero, e additivi come acido adipico, acido fumarico, citrato di sodio e aromi artificiali con coloranti alimentari. L'acqua molto calda si aggiunge per gonfiare e sciogliere la gelatina in polvere così il dolce in gelatina si raffredda.
Poiché il collagene viene ampiamente trattato, il prodotto finale non è classificato come a base di carne o prodotto animale da parte del governo federale degli Stati Uniti.

## Chupito di gelatina
I chupito di gelatina, spesso conosciuta come chupito jello nel Nord America e gelatina di vodka nel Regno Unito e in Australia, è un cibo da party in cui alcuni tipi di alcolici come rum, vodka o tequila con po' d'acqua o succo di frutta vengono utilizzati per coagulare la gelatina.
Il satirico americano e matematico Tom Lehrer ha dichiarato di essere stato il primo ad inventare il chupito di gelatina nel 1950 mentre lavorava per la National Security Agency, dove ha sviluppato la gelatina vodka come modo per aggirare una limitazione di bevande alcoliche, ma la prima dichiarazione non è vera. La prima ricetta fu infatti pubblicata nel 1862 da Jerry Thomas: la ricetta richiedeva cognac, rum e succo di limone per creare la gelatina.
L'uso massimo di alcol è tra le 19 e 20 once di vodka per ogni 3 once di gelatina in polvere, circa il 30% di volume alcolico.

## Alternative
Alcuni dessert gelatinosi possono essere fatti con agar agar al posto della gelatina, consentendo loro di solidificarsi più rapidamente ad alte temperature (40 °C, rispetto a 15 °C per la gelatina). L'agar è un prodotto gelatinoso a base di alghe. L'agar è particolarmente comune nei dolci asiatici, in più, i vegani e vegetariani a volte usano l'agar per sostituire la gelatina di origine animale. Agar è più strettamente legato alla pectina e carboidrati.
Un'altra alternativa vegetariana alla gelatina è la carragenina. Questa alternativa è spesso utilizzata nella cucina Casherut e Ḥalāl. Non tende ad avere un odore sgradevole durante la cottura come talvolta l'agar.

## Chimica
La gelatina consiste di collagene parzialmente idrolizzato, una proteina molto abbondante in alcuni tessuti animali come le ossa e la pelle.
Benché molti dolci a base di gelatina contengano frutta, alcuni frutti freschi contengono enzimi proteolitici; questi enzimi tagliano la molecola di gelatina in peptidi (frammenti di proteine) troppo piccoli per formare un gel stabile.
Nello specifico, l'ananas contiene la proteasi bromelina, il kiwi l'actinidina, i fichi la ficaina e la papaya la papaina. La cottura o il processo di conservazione denaturano e inattivano queste proteasi: pertanto l'ananas conservato, per esempio, risulta idoneo per le relative gelatine.